# Badia Polesine
Badia Polesine é uma comuna italiana da região do Vêneto, província de Rovigo, com cerca de 10.431 habitantes. Estende-se por uma área de 44 km², tendo uma densidade populacional de 237 hab/km². Faz fronteira com Canda, Castagnaro (VR), Castelbaldo (PD), Giacciano con Baruchella, Lendinara, Masi (PD), Piacenza d'Adige (PD), Terrazzo (VR), Trecenta.

## Demografia
| Variação demográfica do município entre 1861 e 2011                               |
|                                                                                   |
| Fonte: Istituto Nazionale di Statistica (ISTAT) - Elaboração gráfica da Wikipedia |